# Paroeme verrucifer
Paroeme verrucifer är en skalbaggsart som först beskrevs av Bates 1890.  Paroeme verrucifer ingår i släktet Paroeme och familjen långhorningar. Inga underarter finns listade i Catalogue of Life.